# Ronde van Italië 2021/Derde etappe
De derde etappe van de Ronde van Italië 2021 werd verreden op 10 mei in een rit in lijn over 190 km van Biella naar Canale. De etappe werd gewonnen door vluchter Taco van der Hoorn die in de finale zijn medevluchters achterliet en uit de greep van het peloton wist te blijven. Het was de eerste ritzege voor Intermarché-Wanty-Gobert Matériaux in een Grote Ronde.

## Uitslagen
| Biella – Canale (190,0 km) |                    |                                    |          |
| Plaats                     | Naam               | Ploeg                              | Tijd     |
| 1                          | Taco van der Hoorn | Intermarché-Wanty-Gobert Matériaux | 4u21'29" |
| 2                          | Davide Cimolai     | Israel Start-Up Nation             | + 4"     |
| 3                          | Peter Sagan        | BORA-hansgrohe                     | z.t.     |
| 4                          | Elia Viviani       | Cofidis                            | z.t.     |
| 5                          | Patrick Bevin      | Israel Start-Up Nation             | z.t.     |
| 6                          | Gianni Vermeersch  | Alpecin-Fenix                      | z.t.     |
| 7                          | Fernando Gaviria   | UAE Team Emirates                  | z.t.     |
| 8                          | Alberto Bettiol    | EF Education-Nippo                 | z.t.     |
| 9                          | Stefano Oldani     | Lotto Soudal                       | z.t.     |
| 10                         | Jacopo Mosca       | Trek-Segafredo                     | z.t.     |

| Algemeen klassement |                      |                       |          |
| Plaats              | Naam                 | Ploeg                 | Tijd     |
| Roze trui           | Filippo Ganna        | INEOS Grenadiers      | 8u51'26" |
| 2                   | Tobias Foss          | Team Jumbo-Visma      | + 16"    |
| 3                   | Remco Evenepoel      | Deceuninck–Quick-Step | + 20"    |
| 4                   | João Almeida         | Deceuninck–Quick-Step | z.t.     |
| 5                   | Rémi Cavagna         | Deceuninck–Quick-Step | + 21"    |
| 6                   | Gianni Moscon        | INEOS Grenadiers      | + 26"    |
| 7                   | Aleksandr Vlasov     | Astana-Premier Tech   | + 27"    |
| 8                   | Alberto Bettiol      | EF Education-Nippo    | + 29"    |
| 9                   | Jonathan Castroviejo | INEOS Grenadiers      | + 30"    |
| 10                  | Diego Ulissi         | UAE Team Emirates     | + 32"    |
|                     |                      |                       |          |
| 37                  | Bauke Mollema        | Trek-Segafredo        | + 44"    |

1e etappe ·
2e etappe ·
3e etappe ·
4e etappe ·
5e etappe ·
6e etappe ·
7e etappe ·
8e etappe ·
9e etappe ·
10e etappe ·
11e etappe ·
12e etappe ·
13e etappe ·
14e etappe ·
15e etappe ·
16e etappe ·
17e etappe ·
18e etappe ·
19e etappe ·
20e etappe ·
21e etappe
Startlijst · Eindstanden · Afbeeldingen